# Gordon Carpenter
Pour les articles homonymes, voir Carpenter.
Gordon Carpenter, né le 24 septembre 1919 à Saddle, dans l'Arkansas, décédé le 8 mars 1988 à Lakewood, dans le Colorado, est un joueur et entraîneur américain de basket-ball. Il évolue au poste d'ailier fort.

## Palmarès
- Champion olympique 1948
- Champion Amateur Athletic Union 1943, 1944, 1945, 1946, 1947, 1948